# 益田道三
益田 道三（ますだ みちぞう、1894年5月17日 - 1965年10月12日）は、英文学者・比較文学者。
大阪市北区生まれ。1916年東京高等師範学校英語科卒、地方公務員の教師となり、鹿児島県立第一鹿児島中学校(現鹿児島県立鶴丸高等学校)教諭、1917年佐賀県立鹿島中学校(現佐賀県立鹿島高等学校）教諭、1925年京都帝国大学文学部英文科卒、1926年兵庫県立第一神戸高等女学校(現兵庫県立神戸高等学校)教授、1929年大阪商科大学教授、1940年勲六等瑞宝章受勲。1949年校名変更で大阪市立大学法文学部教授、57年定年退官、神戸山手女子短期大学教授。

## 著書
- 『世界に名高い戯曲物語集』慶文堂 プレゼント叢書 1926
- 『エドガア・アラン・ポウ』弘文堂書店 1941
- 『近代唯美思潮研究』昭森社 1941
- 『国木田独歩』堀書店 1948
- 『英文法要説』堀書店 1949
- 『比較文学的散歩』研究社選書 1956

### 共著
- 『英文和訳粋 入学試験問題と語句本位』坂本潔共著 慶文堂 1925

### 翻訳
- ウイリアム・ヘンリー・ハドスン『文学概論』聚芳閣 1925
- 『英米現代作家選集』川瀬日進堂書店 1926
- 『ポー・ポエテック = The poetic principle and three other essays』莊人社 1936
- シズリ・ハドルストン『巴里の芸術家たち』 昭森社 1943－44

## 注
1. ↑  『人文研究』（益田教授還暦記念号）大阪市立大文学会